# Clytia globosa
Clytia globosa is een hydroïdpoliep uit de familie Campanulariidae. De poliep komt uit het geslacht Clytia. Clytia globosa werd in 1900 voor het eerst wetenschappelijk beschreven door Mayer. 